# Compotier, bouteille et verre
Compotier, bouteille et verre est un tableau réalisé par Georges Braque en août-septembre 1912 à Sorgues. Cette huile sur toile agrémentée de sable est une nature morte cubiste représentant donc un compotier, une bouteille et un verre. Elle est conservée au musée national d'Art moderne, à Paris.

## Expositions
- Le Cubisme, Centre national d'art et de culture Georges-Pompidou, Paris, 2018-2019.